# Perry Park (Kolorado)
Perry Park – jednostka osadnicza w Stanach Zjednoczonych, w stanie Kolorado, w hrabstwie Douglas.